# Эдмунд Железнобокий
Эдмунд Железнобокий (Эдмунд II; англ. Edmund Ironside; между 988 и 993 — 30 ноября 1016) — король Англии из Уэссекской династии, правивший с 23 апреля по 30 ноября 1016 года. Прозвище было дано за его упорное противостояние датскому завоеванию под началом Кнуда Великого.

## Биография
Эдмунд был вторым сыном короля Этельреда II Неразумного и его первой жены Эльфгифу Йоркской. Он отличался храбростью и распорядительностью, и именно поэтому англичане провозгласили его в 1016 году королём.
В это время под властью Кнуда Великого была уже бо́льшая часть Англии. Три битвы Эдмунд выиграл, в результате чего освободил Лондон. Однако после его внезапной смерти (согласно распространённым версиям, был убит в уборной) 30 ноября 1016 года Англия перешла под власть данов.
Король Эдмунд Железнобокий был женат на Эдите и имел двух сыновей, Эдуарда Изгнанника и Эдмунда Этелинга.